# Улмо
У Толкиновом универзуму Улмо је представљен као господар вода. За разлику од осталих Валара, није ожењен и нема стално место боравка. Он се не појављује често у друштву других Валара, сем ако је позван у нужди. Један је од главних твораца Арде и други по ауторитету. Њега од свих најдубље подучи Илуватар о својој музици. Био је најбољи певач и творац музике. Тумачено је да је ово тако због течности и променљивости воде.
| “                                                                                   | Улмо је господар Вода. Он је сам. Нигде не обитава дуго, већ се креће како му је воља у свим дубоким водама по Земљи или под Земљом. Он је по моћи иза Манвеа, и пре но што је Валинор начињен беше му најбољи пријатељ; али од тада је ретко ишао на саветовања Валара, изузев када се расправљало о нечему крупном. | ” |
| —Џ. Р. Р. Толкин, Силмарилион, Stylos, Нови Сад. 2007. 978-86-7473-361-5. стр. 27.. | |   |

Улмо је сличан Посејдону у Грчкој, Нептуну у Римској и Аегиру у Нордијској митологији.